# Naja pallida
Naja pallida är en ormart som beskrevs av Boulenger 1896. Naja pallida ingår i släktet Naja och familjen giftsnokar. Inga underarter finns listade i Catalogue of Life.
Arten förekommer i Afrika från Niger i nordväst och Egypten i norr till Tanzania i sydost. Honor lägger 6 till 15 ägg per tillfälle. Ormen lever i låglandet och i bergstrakter upp till 1200 meter över havet. Den vistas i halvöknar, savanner och andra gräsmarker. Exemplaren rör sig främst på marken men de kan klättra i den låga växtligheten. De håller sig när vattenansamlingar och har groddjur som föda. Naja pallida äter dessutom små gnagare och små fåglar inklusive kyckling.
Beståndet påverkas i viss mån av landskapsförändringar. Hela populationen anses vara stabil. IUCN listar arten som livskraftig (LC).